# Samir Lâabidi
Samir Lâabidi, né le 8 janvier 1962 à Gafsa, est un avocat, diplomate et homme politique tunisien. Il est ministre de la Jeunesse, des Sports et de l'Éducation physique entre 2008 et 2010 puis brièvement ministre de la Communication entre 2010 et 2011.

## Biographie

### Jeunesse et études
Samir Lâabidi est titulaire d'un diplôme supérieur en droit international et en relations internationales et d'un certificat d’aptitude à la profession d'avocat). Il est auditeur à l'Académie de droit international de La Haye.

### Carrière dans le droit, la haute fonction publique et la diplomatie
Il est avocat en droit commercial international. Il est également un temps membre du conseil scientifique du Centre international de conciliation et d'arbitrage de Tunis. Il dirige aussi l'Union générale des étudiants de Tunisie en 1988-1989.
Il préside la commission sur l'Éducation, la Culture et la Jeunesse du Conseil économique et social entre 1996 et 2000. À cette date, il devient président de la commission des Relations extérieures et de la Coopération internationale dans la même instance. En 2005, il devient ambassadeur de Tunisie auprès de l'Office des Nations unies à Genève, de l'Organisation mondiale du commerce et de la Conférence du désarmement, et cela jusqu'en 2008 ; il est notamment président du groupe des ambassadeurs des États de la Ligue arabe en 2006 et président du groupe des ambassadeurs africains auprès de l'Organisation internationale pour les migrations en 2007.

### Carrière politique
Il est membre de l'Observatoire national des élections présidentielle et législatives entre 1999 et 2004.
Entre août 2008 et décembre 2010, il est ministre de la Jeunesse, des Sports et de l'Éducation physique dans le gouvernement Ghannouchi I puis brièvement ministre de la Communication jusqu'en janvier 2011, dans le même gouvernement.

## Poursuites judiciaires
Le 27 mai 2015, la chambre d'accusation de la cour d'appel de Tunis renvoie l'ancien président Zine el-Abidine Ben Ali et Samir Lâabidi auprès de la chambre criminelle du tribunal de première instance de Tunis pour des accusations de malversations survenues au sein du ministère de la Jeunesse et des Sports.

## Distinctions
- 2015 : Prix Cheikh Issa Ben Ali Al Khalifa (en) du bénévolat[4]

## Vie privée
Samir Lâabidi est marié et père de deux enfants.